# 270 (liczba)
270 (dwieście siedemdziesiąt) – liczba naturalna następująca po 269 i poprzedzająca 271.

## W matematyce
- 270 to liczba dzielnika harmonicznego[1].
- 270 to czwarta liczba podzielna przez średni dzielnik całkowity[2].
- 270 stopni to trzy czwarte kąta pełnego[3].
- 269 i 271 są liczbami pierwszymi, co oznacza, że 270 sąsiaduje z dwoma całkowitymi liczbami bliźniaczymi[4].